# Cis signatus
Cis signatus är en skalbaggsart som beskrevs av Sharp 1879. Cis signatus ingår i släktet Cis och familjen trädsvampborrare. Inga underarter finns listade i Catalogue of Life.